# Гердюр Хельгадоуттир
Гердюр Хельгадоуттир (исл. Gerður Helgadóttir; 11 апреля 1928 — 17 мая 1975) — исландская художница и скульптор.

## Жизнь и творчество
Гердюр Хельгадоуттир окончила исландский колледж Художественного и прикладного искусства, затем жила и работала некоторое время Париже и Флоренции. Больше известна как скульптор, а также художница по мозаике и стеклу. Изучала технику скульптуры у такого мастера, как Сигурйоун Оулафссон. Для творчества Гердюр характерны геометрические железные скульптуры и абстрактные конструкции.
Славу художнице принесли её работы над церковными окнами в соборе Хадльгримскиркья в Рейкьявике, в церквях Коупавогюра, Оулафсвика и Скалхольта.
Большое количество произведений Гердюр собрано в Гердарсафн — названной по имени художницы и открытой в 1994 году художественной галерее в Коупавогюре.